# Goody Goody
Goody Goody è un brano musicale del 1936 composto da Matty Malneck, con il testo di Johnny Mercer.
Benny Goodman e la sua orchestra (con il cantante Helen Ward) registrarono la canzone. 
Frankie Lymon eseguì questo brano dal vivo in televisione in diverse occasioni, tra cui nel 1957 al The Ted Steele Show. ebbe anche un importante successo nel Regno Unito, raggiungendo la posizione n. 24 durante l'anno, così come la n. 20 negli Stati Uniti. È stata classificata come una registrazione con il suo gruppo musicale The Teenagers, ma era in realtà solista.
La canzone è stata eseguita da "Wayne & Wanda" in un episodio di The Muppet Show.
Nel 2007 una versione del brano eseguita dalla "Dance BBC Orchestra" è stata inserita nella colonna sonora del film The Water Horse - La leggenda degli abissi.

## Registrazioni importanti
- Bob Crosby - also a 1936 "best-selling" version
- Teddy Stauffer & The Original Teddies (1936)
- Julie London - Julie Is Her Name, Volume II (1955)
- Ella Fitzgerald - Ella at the Opera House (1957), Get Happy! (1959)
- Della Reese - Della (1960)
- Frank Sinatra - Sinatra and Swingin' Brass (1962)
- CeCe Peniston - performed the song live at the TV special celebrate of 'the Soul of American Music '94 with the HB Barnum orchestra (David Rokeach-drums, Kevin Brandon-bass, Tony Drake-guitar, Cedrick Lawson-piano, Lon Norman, Garnett Brown, George Bohanon-Trombones, Ernie Fields Jr.-sax, Jorge Arciniega-Trumpet, Brian Kilgore-percussion) (1994)
- Chicago - Night & Day Big Band (1995)
- Camille O'Sullivan - performed the song, with Will Young, in the 2005 Academy Award- and Golden Globe-nominated film Mrs. Henderson Presents starring Dame Judi Dench, Bob Hoskins and Will Young.  Mrs. Henderson Presents was nominated for the BAFTA Award for Best Film Music.
- Marina Xavier - Where Do You Start? (2010)
- Tony Bennett e Lady Gaga - Cheek to Cheek (2014)